# Pedró de Matamala
El Pedró de Matamala és una muntanya de 1.365 metres que es troba al municipi de les Llosses, a la comarca catalana del Ripollès.
Al cim podem trobar-hi un vèrtex geodèsic (referència 287088001).